# Гнайзенау (линеен кораб, 1936)
Вижте пояснителната страница за други значения на Гнайзенау.
„Гнайзенау“ (на немски: Gneisenau) е германски линеен кораб от времето на Втората световна война. Втори кораб от типа линейни кораби „Шарнхорст“.
Наречен е в чест на фелдмаршала и реформатор на пруската армия граф Август Вилхелм Гнайзенау и в памет на броненосния крайцер от Първата световна война „Гнайзенау“, потопен в битката при Фолклендските острови през декември 1914 г. „Гнайзенау“ обикновено е съпровождан от кораб-близнак – не по-малко известния „Шарнхорст“.

## История
На 18 октомври 1933 г. е издадена заповед за построяването на два 19 000-тонни броненосни кораба, официално обявени за клас „Дойчланд“ (около 10 000 тона). На 14 февруари 1934 г. двата нови кораба са заложени в корабостроителниците. Много въпроси относно тактико-техническите данни, в това число дори и какъв да е главния калибър, се решават в процеса на построяване. През 1934 г., наблюдавайки развитието на ВМС на Франция и Великобритания, командването на Кригсмарине стига до извода, че е необходимо да се пристъпи към увеличаване на въоръжението и бронята, а вследствие на това – и на водоизместимостта на строящите се кораби. На 5 юли същата година, работите по корабите са прекратени и в конструкторското бюро се пристъпва към преработка на проекта.
На 6 май 1935 г. в корабостроителницата Дойче Верке в Кил, „Гнайзенау“ отново е заложен за строеж, със строителен номер 235.
В хода на строителството, през 1936 г., контролът по тежестта показва, че корабът не се вписва в проектната водоизместимост и е решено тя да се увеличи по проект до 31 500 т (стандартна). Работата над проекта е завършена едва през май 1936 г.
На 8 декември същата година, по време на спускането на вода се скъсва веригата, удържаща кораба, който се врязва в срещуположния бряг, повреждайки кърмата си.

## Конструкция

### Корпус
Надлъжна конструкция, изработена от стомана ST52. При строителството широко се използва дъгова заварка. Основният кил е пакетна конструкция. Двойното дъно е от шпангоути №21,5 до №229,5 (с височина от 1,7 м). Корпусът е разделен на 21 водонепроницаеми отсеци (6 прегради достигат до батарейната палуба, а 14 – до горната. Проектирани са така, че корабът да не потъне при запълване с вода на три съседни отсека). Носово разширение. Метацентрична височина при стандартно водоизместване – 1,6 м (ъгъл на борда 58°), при пълно – 2,5 м (62°). 2 симетрични руля, разположени към винтовете страна към страна – между осите на гребните валове, с отделни електрозадвижвания (резервно задвижване – ръчно). Котви – три на носа и една на кърмата.

#### Броня
Главният броневи пояс е с височина 4,5 м, маса 3440 т, дебелина 350 мм (схемата на брониране е същата, както при „Бисмарк“) и осигурява защита от 406-милиметрови снаряди от един тон, изстреляни от дистанция над 11 000 м. Палубната броня е с маса 3240 т, а горната тежи 2109 т (с дебелина 50 мм), отстояща от главната (долната) на 5,1 м.
Бронята на барбетите на главния калибър е от 350 мм на борда до 200 мм на диаметралната плоскост. При челото и задната част на кулите бронята е 350 мм, страничната е около 200 мм, отгоре – 180 мм. Обща маса – 2710 тона. Палубните установки имат бронева защита от 25 мм.
При бойната рубка бронята на стените е 350 мм, горната – 200 мм, на поста за управление на стрелбата на главния калибър има 60-милиметрова плоча нециментирана броня, на спомагателните устройства – 20-милиметрова плоча.

#### Противоторпедна защита
Външната обшивка на корпуса под главния броневи пояс е 12 – 16 мм, самата противоторпедна преграда с дебелина 45-мм (захваната към корпуса с помощта на нитове). В пространството между преградите са разположени нефтените цистерни. Средната част на кораба е разчетена да устои на контактен взрив на 250–килограмов торпеден заряд, при дълбочина половин газене.

### Въоръжение

#### Главен калибър
Девет 283-милиметрови оръдия тип 28 cm SKC/28 с дължина на ствола 54,5 калибър (подобрена версия на SKC/28, намиращи се на въоръжение на „Дойчланд“), монтирани в 3 триоръдейни кули тип Drh LC/28 (отново същите като при „Дойчланд“, но заради по-широката броня понякога са обозначавани като LC/34). Хоризонталната скорост на движение на оръдията (задвижване чрез електроприводи) е 7,2°/сек, вертикалната (чрез хидравлично задвижване) – 8°/сек.
Разстоянието между осите на оръдията е 2,75 м. Снарядите се зареждат с помощта на хидроприводи при фиксиран вертикален ъгъл на ствола +2°. Масата на снаряда е 330 кг. Начална скорост – 890 м/с. Максимален ъгъл на възвишение – 40°. Максимална далекобойност – 41 км. Издръжливост на ствола – 300 изстрела.

#### Спомагателен калибър
4 двуоръдейни (тип LC/34) и 4 еднооръдейни (тип MPL35) кули със 150-милиметрови оръдия (тип SKC/28) с дължина на ствола 55-и калибър. Скорострелност – 6 – 8 изстрела в минута, далекобойност – 22 км, боекомплект – по 150 снаряда на всяко оръдие.

#### Торпедно въоръжение
В края на март 1941 г., по предложение на адмирал Гюнтер Лютиенс, в Брест на кораба са монтирани два 533-милиметрови торпедни апарата (всеки с по три тръби), снети от крайцера „Лайпциг“, въпреки че на „Гнайзенау“ няма никакво управление на стрелбата на торпедните апарати. Обслужването е възложено на зенитчиците. Общото количество на торпедата е 14 броя.

### Задвижване
12 триколекторни котли тип Бауер-Вагнер (производство на бременската фирмата „Дешимаг“) с производителност 55 т/час. Налягане на парата 58 атм. при температура 450 °C.
3 турбоагрегата с номинална мощност 125 000 к.с. и форсирана – 160 000 к.с. Турбините са тип „Парсънс“ (на едноименната фирма). Всеки агрегат е с маса 970 тона и разположен в отделен отсек.
Запасът от горива е 5360 тона нефт, 146 тона дизелово гориво и около 26 тона авиобензин).
Автономност при 15 възела – около 9000 мили, на пълен ход – 2900 мили.
Електроинсталация – 6 турбогенератора с мощност 460 кВт всеки, и два по 230 кВт; резервни – 2 дизелови генератора по 300 кВт и 2 по 150 кВт., разположени в пет отделения.

## Боен път
Първи командир на кораба е капитан I ранг Ерих Фьорсте. Още след първите походи в щормове става ясно, че за намаляване на заливането на крайцера с вода (пръски долитат до бойния мостик) е необходимо да се преработи бака на кораба и през зимата на 1938/39 г. на „Гнайзенау“ е увеличен наклона на носовите шпангоути, наклона на форщевена и височината на борда при носа, за сметка на извивката на палубата нагоре.
През юни 1939 г. крайцерът предприема плаване в Атлантическия океан. На 8 октомври е осъществено излизане в Северно море, като корабът е съпроводен отескадрени миноносци с цел отвличане на вниманието на британските ВМС от действията на „Дойчланд“ и „Адмирал граф Шпее“.
На 21 ноември под флага на главнокомандващия на флота, вицеадмирал Вилхелм Маршал, влиза в състава на ескадра, заедно с „Шарнхрост“, леките крайцери „Лайпциг“ и „Кьолн“ и 3 ескадрени миноносци, и излиза от Вилхелмсхафен за нанасяне на удари по британските патрулни кораби между Исландия и Фарьорските острови. След преминаване на минните полета, в открито море продължават само „Шарнхрост“ и „Гнайзенау“. На 23 ноември крайцерите срещат британско съединение, състоящо се от крайцерите „Нюкасъл“, „Делхи“, „Калипсо“, „Сириз“, спомагателния крайцер „Равалпинди“ (въоръжен със 152-милиметрови оръдия пасажерски лайнер). Последният е потопен в скоротечен бой, със съвместните усилия на двата немски кораба. На 27 ноември „Гнайзенау“ се завръща във Вилхелмсхафен и е пребазиран в Кил, където остава на док за поредното преправяне на носа (през декември 1940 г., след повреда, получена от щорм в Северно море, на кораба е сложен вълнорез и е усилена носовата палуба).
На 18 февруари 1940 г. „Шарнхрост“ и „Гнайзенау“, съпроводени от „Адмирал Хипер“ и два ескадрени миноносеца излизат от устието на река Яде за атака на британски конвой, пътуващ към Норвегия (операция „Нордмарк“).
На 6 април участва в операция „Везерюбунг“, където три дни по-късно, в бой с британския линеен крайцер „Ринаун“ получава попадения от два 381-милиметрови и два по-малки снаряда (убити са 6 души, ранени са 9) – напълно излиза от строя кърмовата кула на главния калибър, след което „Гнайзенау“ напуска полесражението. На 29 април е изпратен за ремонт на получените повреди в сухия док в Бремерхафен.
На 5 май при преход от Северно в Балтийско море, крайцерът се натъква на магнитна мина в устието на река Елба.
На 4 юни участва в операция „Джуно“ (първия и единствен случай на сблъсък на линейни кораби със самолетоносачи, при който първите удържат победа).
На 21 юни, на 40 мили северозападно от Халтан, получава торпедо в левия борд, изстреляно от британската подводница „Клайд“.
На 28 декември участва в операция „Берлин“.
Част от 1941 г. „Гнайзенау“ прекарва в рейдове из Атлантическия океан.
На 11 февруари 1942 г. участва в операция „Цербер“.
На 1 юли част от екипажа е преразпределена по други кораби.
На 2 февруари 1943 г., съгласно директива на новия командващ на Кригсмарине, адмирал Карл Дьониц, корабът напускат и последните членове на екипажа. Крайцерът е разоръжен и оставен в Готенхафен.
На 28 март 1945 г. е потопен, с цел да се блокира фарватера на пристанището.
На 12 септември 1951 г. работите по изваждането на кораба и изпращане на скрап на останките на „Гнайзенау“ са завършени.

## Коментари
1. ↑  Понякога се обозначава като линеен крайцер, във връзка с калибъра на оръдията.